# ŁKS Łódź (football)
Maillots
Dernière mise à jour : 25 mai 2025.
Le ŁKS Łodz est un club omnisports polonais basé à Łódź. Cette page est consacrée à la section football.

## Historique
- 1908 : fondation du club sous le nom de KS Łodzianka Łódź
- 1912 : le club est renommé ŁKS Łódź
- 1948 : le club est renommé ŁKS Wlokniarz
- 1954 : le club est renommé ŁKS Łódź
- 1959 : 1re participation à une Coupe d'Europe (C1, saison 1959-1960)

## Bilan sportif

### Palmarès
- Championnat de Pologne :
  - Champion (2) : 1958 et 1998

- Championnat de Pologne de deuxième division :
  - Champion (1) : 2011

- Coupe de Pologne :
  - Vainqueur (1) : 1957
  - Finaliste (1) : 1994

- Supercoupe de Pologne :
  - Finaliste (2) : 1994 et 1998

### Bilan européen
Note : dans les résultats ci-dessous, le score du club est toujours donné en premier.
| Saison    | Compétition               | Tour              | Club                     | Domicile | Extérieur | Total     |
| --------- | ------------------------- | ----------------- | ------------------------ | -------- | --------- | --------- |
| 1959-1960 | Coupe des clubs champions | Tour préliminaire | AS Jeunesse d'Esch       | 2 - 1    | 0 - 5     | 2 - 6     |
| 1994-1995 | Coupe des coupes          | Premier tour      | FC Porto                 | 0 - 1    | 0 - 2     | 0 - 3     |
| 1996      | Coupe Intertoto           | Groupe 8          | Kamaz Naberejnye Tchelny | N/A      | 0 - 3     | Cinquième |
| 1996      | Coupe Intertoto           | Groupe 8          | Spartak Varna            | 1 - 1    | N/A       | Cinquième |
| 1996      | Coupe Intertoto           | Groupe 8          | 1860 Munich              | N/A      | 0 - 5     | Cinquième |
| 1996      | Coupe Intertoto           | Groupe 8          | Kaučuk Opava             | 0 - 1    | N/A       | Cinquième |
| 1998-1999 | Ligue des champions       | Premier tour Q    | Kapaz PFC                | 4 - 1    | 3 - 1     | 7 - 2     |
| 1998-1999 | Ligue des champions       | Deuxième tour Q   | Manchester United        | 0 - 0    | 0 - 2     | 0 - 2     |
| 1998-1999 | Coupe UEFA                | Premier tour      | AS Monaco                | 0 - 0    | 1 - 3     | 1 - 3     |

Légende
- Victoire ou qualification pour le tour suivant
- Match nul
- Défaite ou élimination de la compétition

## Anciens joueurs
- Mirosław Bulzacki
- Paweł Brożek
- Piotr Brożek
- Kazimierz Deyna
- Marek Dziuba
- Bohdan Masztaler
- Stanisław Terlecki
- Jan Tomaszewski
- Paulinho